# 刘洪康
刘洪康（1911年—1989年11月16日），男，湖北沔阳人，中国经济学家、人口学家，曾任西南财经大学教授、博士生导师。